# هان یووین
هان یووین (انگلیسی: Han Youwen؛ اکتبر ۱۹۱۲ – ۲۲ فوریه ۱۹۹۸ (سن ۸۶)) سیاست‌مدار اهل چین بود.